# 武蔵塚駅
武蔵塚駅（むさしづかえき）は、熊本県熊本市北区龍田町弓削にある、九州旅客鉄道（JR九州）豊肥本線の駅である。

## 歴史
駅名は近くに所在する武蔵塚（宮本武蔵の墓とされる）による。。
- 1981年（昭和56年）10月1日：日本国有鉄道豊肥本線三里木 - 竜田口間に新設開業[1][2]。当時は1面1線で交換は不可能であった。
- 1987年（昭和62年）4月1日：国鉄分割民営化により九州旅客鉄道が継承[2]。
- 2004年（平成16年）3月13日：熊本、水前寺発着だった特急「有明」のうち10本が当駅発着となる。
- 2012年（平成24年）12月1日：交通系ICカードSUGOCA対応[3]。
- 2022年（令和4年）3月11日：この日をもってみどりの窓口の営業を終了。
- 2023年（令和5年）10月1日：JR九州サービスサポートによる業務委託駅から[4]九州旅客鉄道本体による直営駅へと変更される[5]。
- 2025年（令和7年）3月15日：豊肥線内の特急停車を取りやめ、普通列車のみ停車となる。

## 駅構造

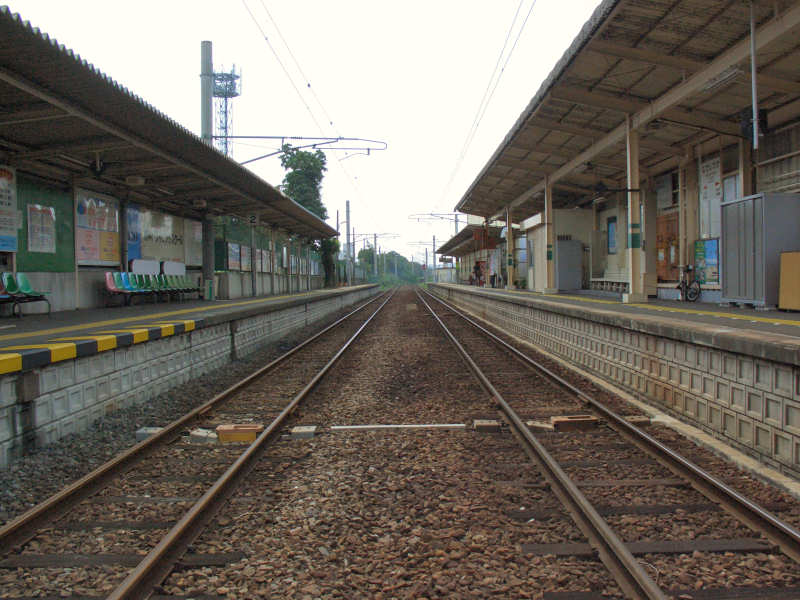
構内（2006年9月）

相対式ホーム2面2線を有する地上駅である。互いのホームは構内踏切で連絡している。
JR九州本体による直営駅。2012年（平成24年）よりSUGOCAが利用可能となったが、当駅に自動改札機の設置は行われず、ICの読み取り機のみ設置している。

### のりば
| のりば | 路線      | 方向 | 行先               | 備考 |
| ------ | --------- | ---- | ------------------ | ---- |
| 1      | ■豊肥本線 | 上り | 水前寺・熊本方面   |      |
| 1・2   | ■豊肥本線 | 下り | 肥後大津・阿蘇方面 |      |

## 利用状況
2023年（令和5年）度の1日平均乗車人員は2,166人である。
各年度の1日平均乗車人員は下表の通り。2016年度までについては、各年度総計のデータから該当年度の日数を除算し、小数点以下を四捨五入したもの。
| 年度   | 1日平均 乗車人員 | 出典        |
| ------ | ---------------- | ----------- |
| 2004年 | 2,056            | [ 利用 2 ]  |
| 2005年 | 2,017            | [ 利用 3 ]  |
| 2006年 | 1,742            | [ 利用 4 ]  |
| 2007年 | 1,679            | [ 利用 5 ]  |
| 2008年 | 1,647            | [ 利用 6 ]  |
| 2009年 | 1,557            | [ 利用 7 ]  |
| 2010年 | 1,608            | [ 利用 8 ]  |
| 2011年 | 1,716            | [ 利用 9 ]  |
| 2012年 | 1,770            | [ 利用 10 ] |
| 2013年 | 1,850            | [ 利用 11 ] |
| 2014年 | 1,855            | [ 利用 12 ] |
| 2015年 | 1,971            | [ 利用 13 ] |
| 2016年 | 2,080            | [ 利用 14 ] |
| 2017年 | 2,165            | [ 利用 15 ] |
| 2018年 | 2,235            | [ 利用 16 ] |
| 2019年 | 2,254            | [ 利用 17 ] |
| 2020年 | 1,805            | [ 利用 18 ] |
| 2021年 | 1,913            | [ 利用 19 ] |
| 2022年 | 2,035            | [ 利用 20 ] |
| 2023年 | 2,166            | [ 利用 1 ]  |

## 駅周辺

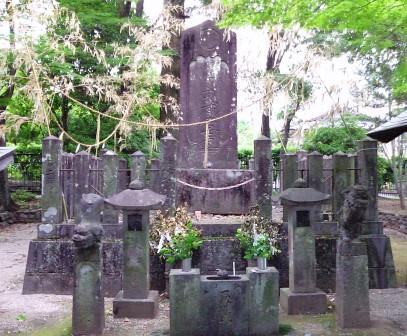
駅名の由来となった武蔵塚

住宅団地が広がっている。
- 武蔵ヶ丘
- 楠団地
- 九州自動車道武蔵ヶ丘バスストップ
- 熊本市立武蔵小学校
- 熊本市立楠小学校
- 武蔵ヶ丘幼稚園
- 北区役所龍田出張所
- 熊本武蔵ヶ丘団地郵便局
- 竜田出村簡易郵便局
- 産交バス武蔵塚駅前バス停

## 隣の駅
九州旅客鉄道（JR九州）
■豊肥本線
■普通
光の森駅 - 武蔵塚駅 - 竜田口駅　

### 本文
1. 1 2 3 4 5 6 7 8  『週刊 JR全駅・全車両基地』 38号 大分駅・由布院駅・田主丸駅ほか、朝日新聞出版〈週刊朝日百科〉、2013年5月12日、23頁。
2. 1 2 3  石野哲 編『停車場変遷大事典 国鉄・JR編 Ⅱ』JTB、1998年10月、744頁。ISBN 978-4-533-02980-6。
3. ↑  『交通新聞』交通新聞社、2012年12月4日、1面。
4. ↑  “北九州事業所”.   JR九州サービスサポート. 2021年12月25日時点のオリジナルよりアーカイブ。2021年12月25日閲覧。
5. ↑  “鉄道駅業務”.   JR九州サービスサポート. 2023年10月2日閲覧。

### 利用状況
1. 1 2  “駅別乗車人員上位300駅（2023年度）” (PDF).   九州旅客鉄道. 2024年8月31日時点のオリジナルよりアーカイブ。2024年10月5日閲覧。
2. ↑  「118.   Ｊ Ｒ 市 内 駅 乗 車 人 員」『熊本市統計書 平成１６年度版』熊本市総務局情報企画部統計課、2005年、126頁。
3. ↑  「118.   Ｊ Ｒ 市 内 駅 乗 車 人 員」『熊本市統計書 平成１７年度版』熊本市企画財政局企画広報部統計課、2006年。
4. ↑  「１１６.   Ｊ Ｒ 市 内 駅 乗 車 人 員員」『熊本市統計書 平成１８年度版』熊本市企画財政局企画広報部統計課、2007年3月。
5. ↑  「１１６.   Ｊ Ｒ 市 内 駅 乗 車 人 員」『熊本市統計書 平成１９年度版』熊本市企画財政局企画広報部統計課、2008年3月。
6. ↑  「１１-１　ＪＲ市内駅乗車人員」『熊本市統計書 平成２０年度版』熊本市企画財政局企画情報部統計課、2009年3月。
7. ↑  「１１-１　ＪＲ市内駅乗車人員」『熊本市統計書 平成２１年度版』熊本市企画財政局企画情報部統計課、2010年3月。
8. ↑  「11-1　ＪＲ市内駅乗車人員」『熊本市統計書 平成２２年度版』熊本市企画財政局企画情報部統計課、2011年3月。
9. ↑  「11-1　ＪＲ市内駅乗車人員」『熊本市統計書 平成２３年度版』熊本市企画財政局企画情報部統計課、2012年3月。
10. ↑  「11-1　ＪＲ市内駅乗車人員」『熊本市統計書 平成２４年度版』熊本市企画振興局統計課、2013年3月。
11. ↑  「11－１　ＪＲ市内駅乗車人員」『熊本市統計書 平成２５年度版』熊本市企画振興局統計課、2014年3月。
12. ↑  「11－１　ＪＲ市内駅乗車人員」『熊本市統計書 平成２６年度版』熊本市企画振興局統計課、2015年3月。
13. ↑  「11－１　ＪＲ市内駅乗車人員」『熊本市統計書 平成２７年度版』熊本市市民局統計課、2016年3月。
14. ↑  「11－１ ＪＲ市内駅乗車人員」『熊本市統計書 平成28年度版』（PDF）熊本市総務局総務課、2017年3月、91頁。
15. ↑  “駅別乗車人員上位300駅（2017年度）” (PDF).   九州旅客鉄道. 2019年7月6日時点のオリジナルよりアーカイブ。2024年10月5日閲覧。
16. ↑  “駅別乗車人員上位300駅（2018年度）” (PDF).   九州旅客鉄道. 2023年1月20日時点のオリジナルよりアーカイブ。2023年5月28日閲覧。
17. ↑  “駅別乗車人員上位300駅（2019年度）” (PDF).   九州旅客鉄道. 2023年4月18日時点のオリジナルよりアーカイブ。2023年5月28日閲覧。
18. ↑  “駅別乗車人員上位300駅（2020年度）” (PDF).   九州旅客鉄道. 2023年4月18日時点のオリジナルよりアーカイブ。2021年9月16日閲覧。
19. ↑  “駅別乗車人員上位300駅（2021年度）” (PDF).   九州旅客鉄道. 2023年5月16日時点のオリジナルよりアーカイブ。2023年5月28日閲覧。
20. ↑  “駅別乗車人員上位300駅（2022年度）” (PDF).   九州旅客鉄道. 2024年5月27日時点のオリジナルよりアーカイブ。2024年9月2日閲覧。